# Morti nel 1370
| Questa pagina contiene informazioni ricavate automaticamente dalle voci biografiche con l'ausilio del template Bio e di un bot. L'aggiornamento è periodico e automatico e ricostruisce completamente la pagina. Se manca una persona in questa lista, sei pregato di non aggiungerla, ma accertati piuttosto che la sua voce biografica contenga il template Bio e che i dati anagrafici siano correttamente compilati. Se il template Bio manca, inseriscilo tu stesso o, in alternativa, metti l'avviso {{tmp\|Bio}} che ne segnala la mancanza. Se i dati riportati sono sbagliati, correggi direttamente la voce biografica; le modifiche saranno visibili in questa lista entro pochi giorni. Per chiarimenti vedi il progetto biografie. La lista contiene solo le 23 persone che sono citate nell'enciclopedia e per le quali è stato implementato correttamente il template Bio. Pagina aggiornata al 26 apr 2025. |

- 15 febbraio - Jean Le Bel, storico fiammingo
- 17 febbraio - Henning Schindekopf, tedesco
- 23 maggio - Toghon Temür, imperatore mongolo (n. 1320)
- 31 maggio - Vitale d'Assisi, monaco cristiano italiano (n. 1295)
- 8 ottobre - Gherardo Rangoni, politico e condottiero italiano
- 9 ottobre - Heinrich von Herford, storico tedesco (n. 1300)
- 15 ottobre - Tello di Castiglia, nobile spagnolo (n. 1337)
- 5 novembre - Casimiro III di Polonia, re polacco (n. 1310)
- 6 dicembre - Rodolfo II di Sassonia-Wittenberg, duca (n. 1307)
- 19 dicembre - Papa Urbano V, papa, abate e beato francese (n. 1310)
- Amir Husayn, emiro turco
- Arnoul d'Audrehem, militare francese
- Imperatrice Gi, imperatrice coreana (n. 1315)
- Giovanni di Ginevra, nobile
- Guariento di Arpo, pittore italiano (n. 1310)
- Gāo Míng, drammaturgo cinese
- Bianca d'Aragona, principessa (n. 1342)
- Paolo di Tebe, patriarca cattolico italiano
- Guglielmo II Pusterla, arcivescovo cattolico italiano
- Donato Velluti, politico italiano (n. 1313)
- Ubayde Zākāni, poeta persiano
- Nicola d'Arborea, nobile italiano (n. 1322)
- Tommaso del Garbo, medico italiano